# Nationaal Museum voor Westerse Kunst
Het Nationaal Museum voor Westerse Kunst (NMWA) (Japans: 国立西洋美術館 Kokuritsu Seiyō Bijutsukan) is een museum gelegen in het Uenopark in de speciale wijk Taito in Tokio. 

## Gebouw
Het museum werd ontworpen door de Zwitserse architect Le Corbusier. Le Corbusier liet zich assisteren door drie Japanse architecten die bij hem stage liepen, Kunio Maekawa, Junzo Sakakura en Takamasa Yoshizaka. De bouw werd voltooid in maart 1959 en het museum werd ingehuldigd op 10 juli 1959.
Tijdens de 40e sessie van de Commissie voor het Werelderfgoed gehouden in Istanboel werd dit bouwwerk van Le Corbusier samen met een aantal andere van zijn meest markante constructies onder de noemer Architecturaal werk van Le Corbusier op 17 juli 2016 erkend als UNESCO werelderfgoed en toegevoegd aan de werelderfgoedlijst.

## Collectie
De museumcollectie is gegroeid uit de kunstcollectie van Kōjirō Matsukata, een Japanse zakenman actief in het begin van de 20e eeuw als bedrijfsleider van Kawasaki Heavy Industries. De kunstliefhebber had fortuinen geïnvesteerd in een collectie van westerse kunst van renaissance tot de toenmalige hedendaagse kunst.
Inmiddels heeft het museum een collectie schilderijen van artiesten als Veronese, Rubens, Brueghel, Fragonard, Delacroix, Courbet, Manet, Renoir, Monet, Van Gogh, Gauguin, Moreau, Marquet, Picasso, Soutin, Ernst, Miró, Dubuffet en Pollock. Daarnaast is er ook een collectie tekeningen en schetsen van onder meer Boucher, Fragonard, Delacroix, Moreau, Rodin en Cézanne.
In 1963 creëerde het museum een internationale furore toen het er in slaagde 450 werken van Marc Chagall uit collecties in 15 landen, waaronder de Sovjet-Unie, bijeen te brengen voor een tijdelijke tentoonstelling. Het werd de veruit meest volledige overzichtstentoonstelling die ooit over het werk van Chagall werd ingericht. 
- Biblioteca Nacional de España: XX147556
- Bibliothèque nationale de France: cb12205879g (data)
- Catàleg d'autoritats de noms i títols de Catalunya: 981058608787906706
- CiNii: DA02559426
- Gemeinsame Normdatei: 1056234-5
- International Standard Name Identifier: 0000 0001 2375 3484
- Library of Congress Control Number: n81003243
- Bibliotheek van het Japanse parlement: 00272841
- Nationale Bibliotheek van Tsjechië: kn20090702004
- Nationale bibliotheek van Australië: 35490536
- Nationale Bibliotheek van Israël: 987007263822105171
- Système universitaire de documentation: 027608433
- Trove: 971910
- Union List of Artist Names: 500309693
- Virtual International Authority File: 155685720

Boeddhistische monumenten in het Horyu-ji-gebied ·
Kasteel Himeji ·
Shirakami-Sanchi ·
Yakushima ·
Historische monumenten van oud-Kyoto (Kyoto, Uji en Otsu) ·
Historische dorpen van Shirakawa-go en Gokayama ·
Vredesmonument in Hiroshima (Genbaku Dome) ·
Itsukushima-schrijn ·
Historische monumenten van oud-Nara ·
Schrijnen en tempels van Nikko ·
Gusuku en plaatsen van het Koninkrijk Riukiu ·
Heilige plaatsen en pelgrimsroute in het Kii-gebergte ·
Shiretoko ·
Zilvermijn Iwami Ginzan en zijn cultuurlandschap ·
Hiraizumi - Tempels, tuinen en archeologische sites die het boeddhistische Pure Land vertegenwoordigen ·
Ogasawara-eilanden ·
Fujisan, heilige plaats en bron van artistieke inspiratie ·
Zijdefabriek van Tomioka en aanverwante sites ·
Sites van de industriële revolutie van Japan tijdens de Meijiperiode: ijzer en staal, scheepsbouw en kolenmijnbouw ·
Architecturaal werk van Le Corbusier (Nationaal Museum voor Westerse Kunst) · 
Heilige eiland Okinoshima en aanverwante sites in Munakata · 
Verborgen christelijke sites in de streek van Nagasaki ·
Groep van kofun van Mozu-Furuichi: grafheuvels van oud-Japan ·
Amami-Oshima, Tokunoshima, noordelijk deel van Okinawa en Iriomote ·
Prehistorische Jomon-sites in Noord-Japan ·
Goudmijnen op het eiland Sado